# Enoplognatha juninensis
Enoplognatha juninensis là một loài nhện trong họ Theridiidae.
Loài này thuộc chi Enoplognatha. Enoplognatha juninensis được Eugen von Keyserling miêu tả năm 1884.